# 布里亚 (加来海峡省)
布里亚（法語：Brias，法語發音：[bʁija]）是法国上法蘭西大區加来海峡省的一个市镇，属于阿拉斯区。该市镇2009年时的人口为294人。

## 人口
布里亚人口变化图示
| 数据来源：INSEE |